# Austrorhynchus magnificoides
Austrorhynchus magnificoides är en plattmaskart som beskrevs av Artois, Vermin och Schockaert 2000. Austrorhynchus magnificoides ingår i släktet Austrorhynchus och familjen Polycystididae. Inga underarter finns listade i Catalogue of Life.